# برايان ألفرد
برايان ألفرد (بالإنجليزية: Brian Alfred)‏ هو رسام وفنان أمريكي، ولد في 2 ديسمبر 1974.